# Moltifao
Moltifao (kors. Moltifau) – miejscowość i gmina we Francji, w regionie Korsyka, w departamencie Górna Korsyka.
Według danych na rok 1990 gminę zamieszkiwało 427 osób, a gęstość zaludnienia wynosiła 8 osób/km².